# Abdelhaq Ait Laarif
Abdelhaq Ait Laarif (arab. عبد الحق أيت العريف, ur. 1 października 1983) – marokański piłkarz, grający jako ofensywny pomocnik.

## Klub

### Wydad Casablanca
Zaczynał karierę w Wydad Casablanca. Z tym zespołem zagrał w meczu o Superpuchar Afryki w 2003 roku, przegrywając 3:1 z Zamalekiem SC. Asystował przy jedynej bramce swojego zespołu, która padła w 78. minucie.

### Raja Casablanca
1 września 2011 roku przeniósł się do Raja Casablanca za 200 tysięcy euro. W tym zespole zadebiutował 21 września 2011 roku w meczu przeciwko Maghreb Fez (1:1). Na boisko wszedł w 73. minucie, zmienił Houssama Eddine Senhajiego. Łącznie zagrał 11 ligowych meczów.

### Wydad Fès
4 września 2012 roku przeniósł się do Wydadu Fès. W tym klubie zadebiutował 6 października 2012 roku w meczu przeciwko Raja Casablanca (porażka 0:2). Zmienił Youssefa Abouda w 61. minucie.  W sumie rozegrał 3 mecze.

### Dalsza kariera
1 lipca 2013 roku przeszedł do Dhofar Salala. 14 sierpnia 2017 roku został zawodnikiem JS de Kasba Tadla. 1 sierpnia 2019 roku zakończył karierę.